# ストーン・アンド・ウェブスター
ストーン・アンド・ウェブスター（Stone & Webster, Inc.）は、アメリカ合衆国の原子力サービス会社。略称はS&W。

## 概要
ストーン・アンド・ウェブスターは、原子力発電所の建設や総合サービスを提供している。親会社は、エネルギー関連施設の建設や技術開発を手がけるコングロマリットであるシカゴ・ブリッジ・アンド・アイアンであったが、2015年12月31日、原子力関連事業を営む多国籍企業ウェスチングハウス・エレクトリック・カンパニーに買収された。

## 沿革
1889年、マサチューセッツ工科大学出身の二人の電気技術者チャールズ・ストーンとエドウィン・ウェブスターがマサチューセッツ州ボストンで創業した。1942年からマンハッタン計画に参加、多くの関連施設の建設を担った。1975年、テネシー川の支流クリンチ川に高速増殖炉を建設する計画に参加。2000年に倒産し、ショー・グループの手に渡った。